# Епископ жички Стефан
Стефан (световно Стеван Боца; Муњава, 21. август 1916 — Манастир Жича, 4. фебруар 2003) је био епископ далматински и жички, професор богословља и црквени писац.

## Животопис
Рођен је од оца Ђуре (1877–1941) и мајке Наранче (рођ. Мишчевић; 1888–1968) 21. августа 1916. године у Муњави (Јосипдол), срез Огулин, где је завршио основну школу. Отац Ђуро убијен је у покољу 28. јула 1941. године. Нижу гимназију завршио је у Огулину, шесторазредну Богословију у Сарајеву, а Богословски и Филозофски факултет Универзитета у Београду.
За катихету у Оточцу, постављен је 1939. године.
Епископ горњокарловачки Сава га 1940. године рукополаже за ђакона. За време Другог светског рата протеран је у Србију, где врши катихетску дужност у Крагујевцу до 1949. године.
Године 1955. постављен је за професора Богословије Светог Саве у манастиру Раковици код Београда, а 1958. године, одлази у Енглеску, где је са радом „Хришћанско васпитање деце у средњем адолесцентском добу” дипломирао на Колеџу Светог Августина у Кентерберију. На студијама у Енглеској затекао га је избор за епископа далматинског.
Замонашен је 10. јула 1959. године у манастиру Раковици од патријарха Германа, а рукоположен на Петровдан исте године од митрополита солунског Пантелејмона. Патријарх српски Герман и патријарх антиохијски Теодосије, уз саслужење више архијереја, хиротонисали су га 9. августа 1959. године у Саборној цркви у Београду.

## Епископ
Епископ Стефан је управљао Епархијом далматинском од 1959. до 1978. године, и у том периоду она је доживела пуну обнову. Подигнуто је 14 нових храмова, обновљено 50, у Другом светском рату попаљених и порушених, попуњене су парохије, а свакако врхунац његовог рада у Далмацији је отварање Богословије Света Три Јерарха у манастиру Крки, 1964. године. Ту је замонашен велики број младих теолога, од којих је сада велики број архијереја српске Цркве.
Превео је са енглеског језика класично дело епископа Николаја „Вера светих, Катихизис Источне Православне цркве”, које је у издању Светог архијерејског синода (1970), доживело неколико издања и служи као уџбеник за верску наставу.
Као епископ далматински, фототипски је објавио дело свога претходника на епископској катедри Никодима Р. Милаша „Православна Далмација”, из 1901. године.
Издао је, између осталог, „Монографију Манастир Крупа 1317-1967”, а затим о 200-годишњици смрти приредио споменицу „Далматински епископ Симеон Кончаревић и његово доба” (1970). Поводом 100-годишњице освећења темеља Далматинске Лазарице 1874 — 1974, објавио споменицу „Далматинска Лазарица и православни Косовљани”.
Још као епископ далматински објавио је прву збирку својих проповеди под насловом „Пазимо на време” (1976). Другу и трећу књигу под истим насловом, објавио је манастир Жича 1983. и 1987. године. Епископ Стефан је проповедао, првенствено на библијске теме.
На мајском заседању Светог архијерејског сабора 1978. године изабран је за епископа жичког. У трон епископа жичког владика Стефан је уведен 23. јула 1978. године и наставља делатност његових претходника, епископа Николаја, Германа (потоњи патријарх српски) и Василија Костића. Поводом 800-годишњице манастира Студенице објављена је научна споменица „Осам векова Студенице”.
У Жичкој епархији је увео обичај тзв. братских састанака, на којима је са свештеницима своје епархије, у отвореној дискусији, разговарао о актуелним питањима у друштву.
Епископ Стефан је био веома активан и признат у светским екуменским круговима. Био је члан значајних комисија Светског савета цркава; учествовао је на заседању Комисије за међуцрквену помоћ у Ивердону (Швајцарска) и био домаћин истој Комисији у Жичи. У манастиру Жичи је, 1980. године, организовао теолошки симпозион на тему „Проповедање и учење хришћанске вере данас”, под покровитељством Комисије за светско мисионарство и евангелизацију при Светском савету цркава. У Софији је 1983. године, на Свеправославном скупу одржао предавање на тему „Екуменско дељење средстава са православног гледишта”, а на Мисионарској конференцији у Солуну, 1987. године, такође је говорио о „сведочењу Православне цркве у социјализму”. Држао је предавања на католичкој фондацији Про Оријенте у Бечу.
Као председник Грађевинског одбора за подизање нове зграде Богословског факултета у Београду, свакако је најзаслужнији за успешан почетак и завршетак овог посла. Стални Просветни одбор при Светом архијерејском синоду водио је више година. Због његовог великог доприноса напретку богословског школства, научног и издавачког рада, Богословски факултет му је 1988. године, доделио титулу почасног доктора богословских наука.
Владика Стефан је након смрти патријарха српског Германа словио за једног од највећих кандидата за преузимање трона српске цркве. Током избора за патријарха 1990. године, поред епископа шумадијског Саве и тадашњег епископа рашко-призренског Павла, ушао је у други круг избора. Тада је за поглавара изабран патријарх Павле.
Епископ жички Стефан Боца преминуо је 4. фебруара 2003. године у манастиру Жичи. Опело и сахрану у манастиру Жичи, 6. фебруара служио је патријарх српски Павле уз саслужење скоро свих владика српске цркве и великог броја свештенства и монаштва, као и уз присуство мноштва народа.